# 再鼎医药

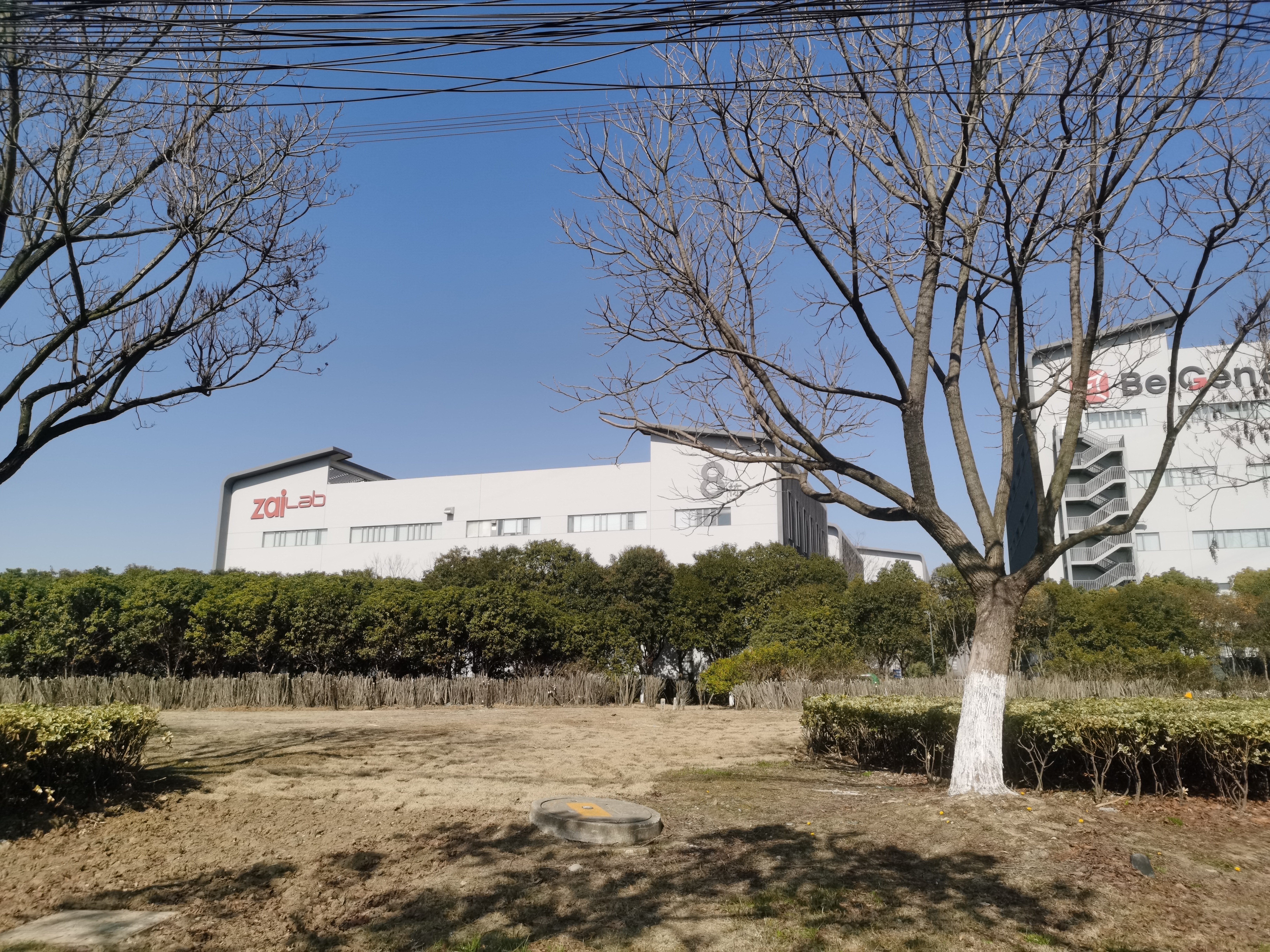
再鼎医药位于江苏省苏州工业园区桑田岛生物产业园的办公楼

再鼎醫藥有限公司（英語：Zai Lab Limited，NASDAQ：ZLAB、港交所：9688），简称再鼎醫藥，是中华人民共和国的一家创新型生物制药公司，于2014年由杜瑩创立。公司在开曼群岛注册，总部位于上海浦東张江，并在美国旧金山建立美国总部。公司以研发癌症、自体免疫及感染性疾病领域的创新药物为主要业务。

## 历史
再鼎醫藥创始人为杜莹（Samantha Du），1987年毕业于吉林大学获得生物医药专业学士、分子生物学硕士学位，1994年毕业于美国辛辛那提大学并获得生物化学博士学位。毕业后进入辉瑞公司从事研究员，曾參與數項臨床階段資產的開發，并領導科學方面的授權活動，涉及全球代謝疾病。2002年归国创业，在张江创办和记黄埔医药，任職期間為和記黃埔醫藥開發並內部研發同類首創药物，创造了医药领域的多个本土第一。2012年，杜莹离开和记黄埔医药，加入红杉资本，期间她领导投资了华大基因、贝达医药、喜康生物中国基金等。2014年，杜莹二次创业，在张江成立再鼎医药，寓意“再次问鼎”。同年8月完成A轮3000万美元融资，投资方为红杉资本、启明创投；2016年1月完成B轮1亿美元融资，其中红杉资本、启明创投跟投，尚珹资本等新加入；2017年6月完成3000万美元C轮融资，奥博资本领投，维梧资本、Cormorant and Rock Springs Capital跟投。2015年，再鼎醫藥在上海成立研發中心。
2017年，再鼎醫藥在美国纳斯达克上市，成为当时从创立到上市时间最短、市值最高的生物医药公司，同年其首款产品“则乐”在美国和欧洲获批，并于2018年和2019年相继在香港和澳门获批上市，2019年12月在中国内地获批上市。2018年12月，再鼎醫藥在美国旧金山成立美国总部。
2020年9月28日，再鼎医药在香港交易所主板上市交易，发行价格为每股562港元，开盘涨9.16%，报每股613.5港元，市值527.24亿港元。

## 业务与产品
再鼎医药定位为一間創新型、立足研發及處於商業階段的生物製藥公司，專注於發現、授權、開發及商業化療法。公司初创时以授权引进“License-in”定位，通过该方式引进新药，缩短了产品商业化的时间。然而这一方式的交易金额更为高昂，其商业化能力也有待考验。该公司的生产基地位于江苏省苏州市，為產品及候選藥物的臨床及商業化生產提供支持。预计到2028年底，再鼎医药将拥有超过15款商业化阶段产品；拥有超过8款具有全球权利的进入临床阶段的管线，并且每年至少提交1项新药临床研究申请（IND）；2023年至2028年间保持50%以上的营收复合年增长率等。

### 已上市产品
- 則樂（Zejula，甲苯磺酸尼拉帕利胶囊[12]）：一種口服、每日一次的小分子聚（ADP-核糖）聚合酶（PARP）1/2抑制劑，用于一線卵巢癌維持治療、鉑敏感復發性卵巢癌維持治療。2016年与Tesaro公司（后被葛兰素史克收购）訂立獨家授權協議，已在美國、歐洲、加拿大、澳大利亞、大中華區等地区上市[1]。
- 愛普盾（Optune，全球首款腫瘤電場治療仪器）：用于膠質母細胞瘤。2018年于香港上市，2020年6月在中国大陆上市[1][13]。另外於2020年8月在香港及於2020年10月在澳門推出Optune Lua，是一種便攜式醫療器械，用於治療無法切除、局部晚期或轉移性MPM[1]。
- 擎樂（Qinlock，瑞派替尼）：一款酪氨酸激酶開關控制抑制劑，用于四線胃腸間質瘤。2019年自Deciphera取得獨家授權，已在美國、大中華區、加拿大、澳大利亞等地区獲得批准並上市，2023年1月在澳門獲批使用[1]。
- 纽再乐（Nuzyra，甲苯磺酸奧馬環素）：一種每日一次口服或靜脈給藥的新型抗生素，屬於一類稱為氨甲基環素的新型四環素衍生物，用于治疗社区获得性细菌性肺炎（CABP）及急性细菌性皮肤和皮肤结构感染（ABSSSI），与Paratek公司共同研发。2018年10月獲美国FDA批准，由Paratek公司在当地生产销售。2021年12月，中国國家藥監局批准紐再樂為一類新藥，在中国境内的独家推广权授予瀚晖制药有限公司全资子公司辉正（上海）医药科技有限公司[1][14]。

### 在研产品
截至2023年2月，再鼎医药在研产品如下：
腫瘤领域
- MARGENZA
- TIVDAK
- KRAZATI
- Bemarituzumab
- Odronextamab
- Repotrectinib
- Zipalertinib
- Elzovantinib
- BLU-945
- ZL-1211
- ZL-1218

自身免疫性疾病领域
- VYVGART
- ZL-1102

感染性疾病领域
- 舒巴坦鈉 — 度洛巴坦鈉

中樞神經系統领域
- KarXT